# Ley de gestión integral de residuos sólidos (Perú)
La Ley de gestión integral de residuos sólidos, o Ley n.° 1278, es una ley peruana que tiene por objeto establecer los derechos, obligaciones, atribuciones y responsabilidades de la sociedad con el de maximizar la eficiencia en el uso de materiales y asegurar una gestión de los residuos sólidos adecuada y sujeta a la normativa relacionada. 
Esta norma peruana fue aprobada mediante el Decreto Legislativo n.° 1278 el 22 de diciembre de 2016 y publicada en el diario oficial El Peruano el 23 de diciembre de 2016.
Entró en vigor en 2017, cuando mediante el D.S. n.° 014-2017-MINAM se aprobó el Reglamento de la Ley de Gestión Integral de Residuos Sólidos el 20 de diciembre y se publicó en el diario oficial El Peruano el 21 de diciembre. Con la aprobación del reglamento de la ley se dejó sin vigencia la Ley n. º 27314, Ley General de Residuos Sólidos, promulgada en el año 2000.

## Antecedentes
En el año 2000, se promulgó la primera norma nacional sobre gestión de residuos sólidos, la Ley n.º 27314, también conocida como la Ley general de residuos sólidos.
La ley n.° 27314 fue derogada el 21 de diciembre de 2017 a través de la publicación del reglamento de la Ley de gestión integral de residuos sólidos (D.L. 1278), promulgada y publicada un año antes en 2016.

## Contenido
La norma contiene 83 artículos distribuidos en ocho títulos, aparte consta disposiciones complementarias finales, disposiciones complementarias transitorias, disposiciones complementarias modificatorias, una disposición complementaria derogatoria y un anexo.
- Título I: Disposiciones Generales, Principios y Lineamientos de la Ley (2 capítulos, artículos 1 a 7).
- Título II: Eficiencia de los Materiales y Minimización en la Fuente (Artículos 8 a 11).
- Título III: Responsabilidad Extendida del Productor (Artículos 12 a 14).
- Título IV: Competencias en Materia de Residuos Sólidos (3 capítulos, artículos 15 a 26).
- Título V: Gestión y Manejo Económico y Ambiental de los Residuos Sólidos (7 capítulos, artículos 27 a 67).
- Título VI: Información sobre el Manejo de Residuos Sólidos, Educación y Participación Ciudadana (Artículos 68 a 69).
- Título VII: Mecanismos para el Financiamiento de la Gestión de Residuos Sólidos (2 capítulos, artículos 70 a 73).
- Título VIII: Régimen de Supervisión, Fiscalización y Sanción (2 capítulos, artículos 74 a 83).
- Disposiciones complementarias finales (10 disposiciones).
- Disposiciones complementarias transitorias (9 disposiciones).
- Disposiciones complementarias modificatorias (2 disposiciones).
- Disposición complementaria derogatoria (1 disposiciones).
- Anexo.

## Modificaciones

### Decreto Legislativo n.° 1501
El 15 de mayo de 2020, mediante el Decreto Legislativo n.° 1501 se modificaron los artículos 9, 13, 16, 19, 23, 24, 28, 32, 34, 37, 52, 60, 65 y 70 de la Ley de Gestión Integral de Residuos Sólidos, con la finalidad de introducir disposiciones referidas al manejo de residuos sólidos en situaciones de emergencia y la correspondiente prestación del servicio de gestión integral de los residuos sólidos.En el D.L. 1501 se establecen las siguientes operaciones comprendidas en el manejo de los residuos sólidos:
1. Segregación. - A realizarse en la fuente o en infraestructura de valorización de residuos debidamente autorizada.
2. Barrido y limpieza de espacios públicos. - Tiene por finalidad que los espacios públicos que incluyen vías, plazas y demás áreas públicas, tanto en el ámbito urbano como rural, queden libres de residuos sólidos.
3. Recolección selectiva. - Los gobiernos locales constituyen programas de segregación en la fuente y recolección selectiva de los residuos sólidos.
4. Transporte. - Consiste en el traslado apropiado de los residuos recolectados hasta las infraestructuras de valorización o disposición final.
5. Almacenamiento. - Consiste en almacenar los residuos en recipientes de material impermeable y resistente con el fin de prevenir el daño de los operarios de servicio.
6. Acondicionamiento. - Consiste en la transformación física que permite y/o facilita la valorización de los residuos sólidos, la que se puede efectuar a través de actividades de segregación, almacenamiento, limpieza, trituración o molido, compactación física y empaque o embalaje, entre otros.
7. Valorización. - Incluye las actividades de reutilización, reciclaje, compostaje, valorización energética entre otras alternativas, y se realiza en infraestructura adecuada y autorizada para tal fin.
8. Transferencia. - Consiste en transferir los residuos sólidos de un vehículo de menor capacidad a otro de mayor capacidad, para luego continuar con el proceso de transporte.
9. Tratamiento. - Involucra a los procesos, métodos o técnicas que permiten modificar las características físicas, químicas o biológicas del residuo sólido, para reducir o eliminar su potencial peligro de causar daños a la salud o al ambiente y orientados a valorizar o facilitar la disposición final.
10. Disposición final. - Los residuos que no pueden ser valorizados son aislados y/o confinados en infraestructuras debidamente autorizadas.

### Ley n.° 31896
El miércoles 11 de octubre de 2023, se publicó la ley n.° 31896, que modifica los artículos 6, 15 y 21 del Decreto Legislativo 1278. En los artículos 6 y 21 se añaden textos relacionados con las infraestructuras de valorización y en el artículo 15 se incluyen nuevas responsabilidades del Ministerio del Ambiente, como el monitoreo y evaluación de la implementación del PLANRES, y la disposición de medidas correctivas del caso en su condición de ente rector en gestión y manejo de residuos sólidos. Asimismo, las autoridades competentes estarán obligadas a remitir la información requerida por el Ministerio del Ambiente en el modo y el plazo que establezca, bajo responsabilidad. Finalmente, el Ministerio del Ambiente informará cada año a la Comisión de Pueblos Andinos, Amazónicos y Afroperuanos, Ambiente y Ecología del Congreso de la República, y publicará en su portal web los resultados de la implementación del PLANRES en dicho año, así como las medidas correctivas dispuestas para que las autoridades competentes cumplan con las metas previstas.